# Vasilivka
Vasilivka est un village de l’oblast d'Odessa, en Ukraine.
Le village a été construit vers 1830 par des réfugiés bulgares ; à l'époque ce n'était pas en Ukraine mais en Bessarabie.
La députée moldave Elena Alistar y est née.